# Nîmes Olympique
Nîmes Olympique je francoski nogometni klub iz Nîmesa, ki je bil ustanovljen 10. aprila 1937 in izhaja iz prejšnjega kluba Sporting Club Nîmois.
Nîmes od leta 2018 igra v prvi francoski nogometni ligi (Ligue 1), ko je po sezoni 2017/18 postal podprvak 2. francoske nogometne lige. Navijači kluba se imenujejo »Gladiatorji«.
Največji uspeh kluba je osvojitev naslova prvaka Ligue 2, kar je klubu uspelo v sezoni 1949/1950. Leta 1997 so osvojili tudi prvo mesto v Championnat National, francoski najnižji ligi.

## Dosežki
- Ligue 1 podprvak - 1958, 1959, 1960, 1972.
- Ligue 2 prvak - 1950.
- Ligue 2 podprvak - 1991, 2018.
- Championnat National - prvak - 1997, 2012.
- Coupe de France finalist - 1958, 1961, 1996.
- Trophée des Champions finalist - 1958
- Coppa delle Alpi - 1971
- Coupe Drago - 1956.
- Coupe Gambardella - 1961, 1966, 1969, 1977.